# اینگوار کمپراد
اینگوار کامپراد (به سوئدی: Feodor Ingvar Kamprad) سوئدی: [ˈɪŋ:var ˈkam:prad] () (زادهٔ ۳۰ مارس ۱۹۲۶ – درگذشتهٔ ۲۷ ژانویه ۲۰۱۸) بازرگان و کارآفرین سوئدی و بنیان‌گذار شرکت آیکیا بود.
کامپراد فعالیت خود را از سن بسیار پایین آغاز کرد و اولین شغل او، فروش کبریت، خودکار و دوچرخه بود وی در سال ۱۹۴۳ آیکیا (ایکه‌آ) را تأسیس کرد. که نام آیکیا (IKEA) از حروف ابتدای نام و نام خانوادگی او (Ingvar Kamprad)، نام مزرعه‌ای که در آن بزرگ شده (Elmtaryd) و شهر محل زندگی‌اش (Agunnaryd) گرفته شده‌است.